# American Karate Tiger
American Karate Tiger (Originaltitel: Showdown) ist ein US-amerikanischer Martial-Arts-Film des Regisseurs Robert Radler aus dem Jahr 1993 mit dem Kampfsportler Billy Blanks in der Hauptrolle. Der Film wurde am 17. September 1993 in den Vereinigten Staaten veröffentlicht. In Deutschland erfolgte die Erstaufführung am 25. Juli 1994.

## Handlung
Der Teenager Ken Marx zieht gemeinsam mit seiner Mutter vom US-Bundesstaat Kansas nach Missouri, wo die Alleinerziehende einen neuen Job annimmt. Allerdings wird die örtliche High School von gewalttätigen Jugendlichen beherrscht, wobei das Lehrpersonal untätig bleibt. Gleich am ersten Tag verliebt sich Ken in die attraktive Julie und freundet sich mit dem Außenseiter Mike an. Julie ist jedoch die Freundin des schulbekannten Schlägers und Kickboxers Tom, der in der Kampfschule des brutalen Lee trainiert, wo auch regelmäßig illegale Wettkämpfe stattfinden. Als Ken sich ihr annähern will, wird er von Tom in der Schule bedroht und nach Unterrichtsschluss sogar zusammengeschlagen. Verletzt wird er von dem weisen Hausmeister Billy aufgenommen, einem Ex-Polizisten, der seinen Dienst aus Gewissensgründen quittierte, nachdem er bei einem Einsatz einen Verbrecher, Lees Bruder, versehentlich getötet hatte.
Nach Kens Genesung versucht dieser zunächst Julie zu meiden. Doch die Schönheit ist ihm wohlgesinnt und schließt mit ihm Freundschaft, was Tom aggressiv werden lässt. Der eifersüchtige Schläger versucht seinen Nebenbuhler zu misshandeln, doch Ken wird abermals von Hausmeister Billy gerettet, der – wie sich herausstellt – ein begabter Kampfsportler ist. Der ehemalige Cop nimmt sich des Teenagers an und trainiert ihn in Karate, bis er Tom gewachsen ist. Am Ende kommt es zu einem Showdown in der Kampfsportschule, in deren Verlauf Ken seinen Rivalen Tom besiegt. Danach erscheint Lee und stößt Tom zur Seite, weil er Rache für seinen toten Bruder fordert. Es kommt zu einem harten Kampf zwischen Lee und Billy. Billy gewinnt den Kampf, und Lee wird von der eintreffenden Polizei verhaftet.

## Kritiken
Das Lexikon des internationalen Films schrieb, die Inszenierung sei „kein ausgesprochen brutaler Actionfilm“, obgleich er „selbst an moralisierenden Stellen ausschließlich Gewalt als Möglichkeit der Konfliktlösung“ anbiete.